# شيلان
قرية شيلان تقع في شمال ناحية باتيفا التابعة لقضاء زاخو في محافظة دهوك في شمال العراق وتقع في وادي عميق بين الجبال ويمر من خلالها نهر عذب وبارد وتشتهر بأشجار الجوز ورحل سكانها منها قسرا في السبعينات من القرن العشرين وهم من المسلمين ومن علمائهم الشيخ ملا أنور شيلاني و سيد علي شيلاني وتعدادهم حوالي 300 عائلة جدير بالذكر ان القرية تعتبر أحد الامكنة التي قصدها طلاب العلم كونها كانت تحتوى على مسجد ب (قبة)ودار تأوى طلاب العلم وكان (شيخ صبغة الله شيلانى) أحد علمائها المشهورين وحتى الآن يشتهر سكانها بطلب العلم وقد حصل بعض منهم شهادات عليا في اختصاصات مختلفة، منهم (صباح رمضان ياسين) اختصاص قانون (فاخر حسن يوسف) اختصاص تاريخ (عبد القادر نورى عبد الكريم) اختصاص أدب (إسماعيل على)اختصاص كومبيوتر و الفتاة الرائعة (شيلان) الصيدلانية
1. ↑  OpenStreetMap (باللغات المتعددة), 9 Aug 2004, QID:Q936